# Calendario internazionale femminile UCI 2012
Il calendario internazionale femminile UCI 2012 raggruppa le competizioni femminili di ciclismo su strada organizzate dall'Unione Ciclistica Internazionale.
Composto da 76 eventi, iniziato il 1º febbraio con il Giro del Qatar e si concluderà l'11 novembre con la Volta Feminina da República. Comprende sia gli eventi della Coppa del mondo di ciclismo su strada femminile 2012 sia le due gare dei Campionati del mondo di ciclismo su strada 2012.

## Gare

### Febbraio
| Data  | Prova                            | Cat. | Vincitrice     | Squadra       |
| ----- | -------------------------------- | ---- | -------------- | ------------- |
| 1-3   | Ladies Tour of Qatar             | 2.1  | Judith Arndt   | GreenEDGE-AIS |
| 14    | Campionati asiatici - Cronometro | CC   | Ah Reum Na     | Corea del Sud |
| 18    | Campionati asiatici - In linea   | CC   | Mei Yu Hsiao   | Taipei cinese |
| 22-26 | Women's Tour of New Zealand      | 2.2  | Evelyn Stevens | Stati Uniti   |
| 25    | Omloop Het Nieuwsblad            | 1.2  | Loes Gunnewijk | GreenEDGE-AIS |
| 29    | Le Samyn des Dames               | 1.2  | Adrie Visser   | Skil-1T4I     |

### Marzo
| Data  | Prova                                             | Cat. | Vincitrice           | Squadra                    |
| ----- | ------------------------------------------------- | ---- | -------------------- | -------------------------- |
| 4     | Omloop van het Hageland - Tielt-Winge             | 1.2  | Elizabeth Armitstead | AA Drink-Leontien.nl       |
| 8     | Drentse 8                                         | 1.1  | Chloe Hosking        | Team Specialized-Lululemon |
| 9     | Campionati panamericani - Cronometro              | CC   | Amber Neben          | Stati Uniti                |
| 10    | Ronde van Drenthe                                 | CDM  | Marianne Vos         | Stichting Rabo Women       |
| 11    | Novilon Euregio Cup                               | 1.1  | Marianne Vos         | Stichting Rabo Women       |
| 11    | Campionati panamericani - In linea                | CC   | Yumari González      | Cuba                       |
| 15    | Gran Prix El Salvador                             | 1.1  | Noemi Cantele        | BePink                     |
| 16    | Campionati oceaniani - Cronometro                 | CC   | Shara Gillow         | Australia                  |
| 16-20 | Vuelta El Salvador                                | 2.2  | Clemilda Fernandes   | Brasile                    |
| 17    | Classica Città di Padova                          | 1.2  | Carmen Small         | Stati Uniti                |
| 17    | Campionati oceaniani - In linea                   | CC   | Gracie Elvin         | Australia                  |
| 18    | Cholet-Pays de Loire Dames                        | 1.2  | Audrey Cordon-Ragot  | Vienne Futuroscope         |
| 18    | Trofeo Costa Etrusca Internazionale Femminile     | 1.2  | annullato            |                            |
| 21    | Grand Prix GSB                                    | 1.1  | Evelyn Garcia        | BePink                     |
| 25    | Trofeo Alfredo Binda - Comune di Cittiglio (2012) | CDM  | Marianne Vos         | Stichting Rabo Women       |

### Aprile
| Data  | Prova                         | Cat. | Vincitrice           | Squadra                    |
| ----- | ----------------------------- | ---- | -------------------- | -------------------------- |
| 1     | Giro delle Fiandre            | CDM  | Judith Arndt         | GreenEDGE-AIS              |
| 2     | Grand Prix de Dottignies      | 1.2  | Monia Baccaille      | MCipollini-Giambenini      |
| 4-8   | Energiewacht Tour             | 2.2  | Ina-Yoko Teutenberg  | Team Specialized-Lululemon |
| 8-10  | Women's Tour of Thailand      | 2.2  | Liu Xin              | China Chongming-Giant      |
| 15    | Ronde van Gelderland          | 1.2  | Suzanne de Goede     | Skil-1T4I                  |
| 15    | Halle-Buizingen               | 1.2  | Chloe Hosking        | Team Specialized-Lululemon |
| 18    | Freccia Vallone               | CDM  | Evelyn Stevens       | Team Specialized-Lululemon |
| 21    | EPZ Omloop van Borsele        | 1.2  | Ellen van Dijk       | Team Specialized-Lululemon |
| 22    | Grote Prijs Stad Roeselare    | 1.2  | Annemiek van Vleuten | Stichting Rabo Women       |
| 25    | Gran Premio della Liberazione | 1.2  | Noemi Cantele        | BePink                     |
| 25-29 | Gracia-Orlová                 | 2.2  | Evelyn Stevens       | Team Specialized-Lululemon |
| 27-29 | Grand Prix Elsy Jacobs        | 2.1  | Marianne Vos         | Stichting Rabo Women       |

### Maggio
| Data  | Prova                                           | Cat. | Vincitrice            | Squadra                     |
| ----- | ----------------------------------------------- | ---- | --------------------- | --------------------------- |
| 5     | Knokke-Heist - Bredene                          | 1.2  | Liesbeth De Vocht     | Stichting Rabo Women        |
| 9     | Heydar Aliyev Anniversary Time Trial            | 1.2  | Elena Čalych          | Dolmans Landscaping-Boels   |
| 9-11  | Tour of Chongming Island                        | 2.1  | Melissa Hoskins       | Orica-AIS                   |
| 12    | Clásico Aniversario de la Federación Venezolana | 1.2  | Mayra del Rocío Rocha | Messico                     |
| 13    | Copa Federación Venezolana de Ciclismo          | 1.2  | Janildes Fernandes    | Brasile                     |
| 13    | Celtic Chrono                                   | 1.2  | Wendy Houvenaghel     | Bikechain-Ricci             |
| 13    | Tour of Chongming Island World Cup              | CDM  | Shelley Olds          | AA Drink-Leontien.nl        |
| 15    | Grand Prix of Maykop                            | 1.2  | Anastasija Čulkova    | Russia                      |
| 16-17 | Tour of Zhoushan Island I                       | 2.2  | Emilie Moberg         | Hitec Products-Mistral Home |
| 17    | Gooik-Geraardsbergen-Gooik                      | 1.2  | Liesbeth De Vocht     | Stichting Rabo Women        |
| 17-20 | Tour of Adygeya                                 | 2.2  | Aleksandra Burčenkova | S.C. Michela Fanini-Rox     |
| 18    | Tour of Zhoushan Island II                      | 1.2  | Liu Xiaohui           | China Chongming-Giant       |
| 18-23 | Tour Languedoc-Roussillon                       | 2.2  | annullato             |                             |
| 19    | Chrono Gatineau                                 | 1.1  | Clara Hughes          | Team Specialized-Lululemon  |
| 19    | Copa Fundadeporte                               | 1.2  | Angie González García |                             |
| 20    | Gran Premio Comune di Cornaredo                 | 1.2  | Iris Slappendel       | Stichting Rabo Women        |
| 20    | Clásico Fundadeporte                            | 1.2  | Mayra del Rocío Rocha | Messico                     |
| 21    | Grand Prix Cycliste de Gatineau                 | 1.1  | Ina-Yoko Teutenberg   | Team Specialized-Lululemon  |
| 23-27 | Tour de Free State                              | 2.1  | Emma Johansson        | Hitec Products-Mistral Home |
| 24-28 | Exergy Tour                                     | 2.1  | Evelyn Stevens        | Team Specialized-Lululemon  |
| 25    | Parkhotel Valkenburg Hills Classic              | 1.2  | Annemiek van Vleuten  | Stichting Rabo Women        |
| 26    | 7-Dorpenomloop Aalburg                          | 1.2  | Annemiek van Vleuten  | Stichting Rabo Women        |

### Giugno
| Data  | Prova                                         | Cat. | Vincitrice          | Squadra                    |
| ----- | --------------------------------------------- | ---- | ------------------- | -------------------------- |
| 3     | Liberty Classic                               | 1.1  | Ina-Yoko Teutenberg | Team Specialized-Lululemon |
| 5     | Durango-Durango Emakumeen Saria               | 1.2  | Emma Pooley         | AA Drink-Leontien.nl       |
| 7-10  | Emakumeen Euskal Bira                         | 2.1  | Judith Arndt        | Orica-AIS                  |
| 14-16 | Rabo Ster Zeeuwsche Eilanden                  | 2.2  | Kirsten Wild        | AA Drink-Leontien.nl       |
| 16-17 | Giro del Trentino Alto Adige/Südtirol         | 2.1  | Linda Villumsen     | Orica-AIS                  |
| 17    | Golan I                                       | 1.2  | annullato           |                            |
| 19    | Golan II                                      | 1.2  | annullato           |                            |
| 29-7  | Giro d'Italia Internazionale Femminile (2012) | 2.1  | Marianne Vos        | Stichting Rabo Women       |

### Luglio
| Data  | Prova                                         | Cat. | Vincitrice           | Squadra                            |
| ----- | --------------------------------------------- | ---- | -------------------- | ---------------------------------- |
| 5-8   | Tour de Feminin-O cenu Českého Švýcarska      | 2.2  | Larisa Pankova       | Russia                             |
| 12-15 | Tour de Bretagne Féminin                      | 2.2  | Anna van der Breggen | Sengers Ladies                     |
| 15    | Dwars door de Westhoek                        | 1.2  | Kim de Baat          | Wimi Games-St Martinus CT-Kerksken |
| 17-22 | Internationale Thüringen Rundfahrt der Frauen | 2.1  | Judith Arndt         | Orica-AIS                          |
| 19-22 | Tour Féminin en Limousin                      | 2.2  | Marianne Vos         | Rabobank Women                     |
| 29    | Giochi olimpici - In linea                    | JO   | Marianne Vos         | Paesi Bassi                        |

### Agosto
| Data  | Prova                                                 | Cat. | Vincitrice                 | Squadra                    |
| ----- | ----------------------------------------------------- | ---- | -------------------------- | -------------------------- |
| 1     | Giochi olimpici - Cronometro                          | JO   | Kristin Armstrong          | Stati Uniti                |
| 4     | Erpe-Mere - Erondegem                                 | 1.1  | Adrie Visser               | Skil-1T4I                  |
| 4-12  | Route de France                                       | 2.1  | Evelyn Stevens             | Team Specialized-Lululemon |
| 9     | Campionati europei - Cronometro                       | CC   | Evelyn Arys                | Belgio                     |
| 11    | Campionati europei - In linea                         | CC   | Anna van der Breggen       | Paesi Bassi                |
| 17    | Open de Suède Vargarda TTT                            | CDM  | Team Specialized-Lululemon | Team Specialized-Lululemon |
| 18-22 | Trophée d'Or féminin                                  | 2.2  | Elena Cecchini             | MCipollini-Giambenini      |
| 19    | Open de Suède Vargarda                                | CDM  | Iris Slappendel            | Rabobank Women             |
| 25    | Grand Prix de Plouay - Bretagne                       | CDM  | Marianne Vos               | Rabobank Women             |
| 25-27 | Lotto-Decca Tour                                      | 2.2  | Ellen van Dijk             | Team Specialized-Lululemon |
| 28-2  | Giro Toscana Int. Femminile - Memorial Michela Fanini | 2.1  | Małgorzata Jasińska        | MCipollini-Giambenini      |

### Settembre
| Data | Prova                                            | Cat. | Vincitrice                 | Squadra                    |
| ---- | ------------------------------------------------ | ---- | -------------------------- | -------------------------- |
| 2    | Memorial Davide Fardelli                         | 1.1  | Edwige Pitel               | Francia                    |
| 3-8  | Tour Cycliste Féminin International de l'Ardèche | 2.2  | Emma Pooley                | AA Drink-Leontien.nl       |
| 4-9  | BrainWash Ladies Tour                            | 2.1  | Marianne Vos               | Rabobank Women             |
| 9    | Chrono Champenois - Trophée Européen             | 1.1  | Wendy Houvenaghel          | Gran Bretagna              |
| 16   | Campionati del mondo - Cronometro a squadre      | CM   | Team Specialized-Lululemon | Team Specialized-Lululemon |
| 18   | Campionati del mondo - Cronometro                | CM   | Judith Arndt               | Germania                   |
| 22   | Campionati del mondo - In linea                  | CM   | Marianne Vos               | Paesi Bassi                |

### Ottobre
| Data | Prova                                    | Cat. | Vincitrice  | Squadra     |
| ---- | ---------------------------------------- | ---- | ----------- | ----------- |
| 21   | Chrono des Nations - Les Herbiers Vendée | 1.1  | Amber Neben | Stati Uniti |

### Novembre
| Data | Prova                            | Cat. | Vincitrice       | Squadra   |
| ---- | -------------------------------- | ---- | ---------------- | --------- |
| 2-4  | Giro Feminino de Ciclismo        | 2.2  | annullato        |           |
| 6    | Memorial Bruno Caloi             | 1.1  | annullato        |           |
| 8    | Campionati africani - Cronometro | CC   | Ashleigh Moolman | Sudafrica |
| 9-11 | Volta Feminina da República      | 2.2  | annullata        |           |
| 10   | Campionati africani - In linea   | CC   | Ashleigh Moolman | Sudafrica |

## Classifiche
Risultati finali.
| Pos. | Corridore            | Squadra        | Punti  |
| ---- | -------------------- | -------------- | ------ |
| 1    | Marianne Vos         | Rabobank       | 1 666  |
| 2    | Judith Arndt         | Orica-AIS      | 964,5  |
| 3    | Emma Johansson       | Hitec Products | 885    |
| 4    | Evelyn Stevens       | Specialized    | 825    |
| 5    | Amber Neben          | Specialized    | 574    |
| 6    | Ina-Yoko Teutenberg  | Specialized    | 563    |
| 7    | Annemiek van Vleuten | Rabobank       | 558    |
| 8    | Trixi Worrack        | Specialized    | 512    |
| 9    | Linda Villumsen      | Orica-AIS      | 451,25 |
| 10   | Shelley Olds         | AA Drink       | 393,75 |

| Pos. | Squadra                     | Punti    |
| ---- | --------------------------- | -------- |
| 1    | Rabobank Women              | 2 879    |
| 2    | Team Specialized-Lululemon  | 2 674    |
| 3    | Orica-AIS                   | 1 960,75 |
| 4    | AA Drink-Leontien.nl        | 1 654    |
| 5    | Hitec Products-Mistral Home | 1 490,25 |
| 6    | BePink                      | 874      |
| 7    | MCipollini-Giambenini       | 790,01   |
| 8    | RusVelo                     | 766,5    |
| 9    | Diadora-Pasta Zara          | 537      |
| 10   | Lotto-Belisol Ladies        | 495      |

| Pos. | Nazione       | Punti    |
| ---- | ------------- | -------- |
| 1    | Paesi Bassi   | 3 275,42 |
| 2    | Germania      | 2 413,75 |
| 3    | Stati Uniti   | 2 200,42 |
| 4    | Italia        | 1 537,67 |
| 5    | Gran Bretagna | 1 091    |
| 6    | Australia     | 1 045    |
| 7    | Svezia        | 978,75   |
| 8    | Canada        | 641      |
| 9    | Belgio        | 615,92   |
| 10   | Francia       | 557,5    |